# Sven Schulze (Politiker, 1971)

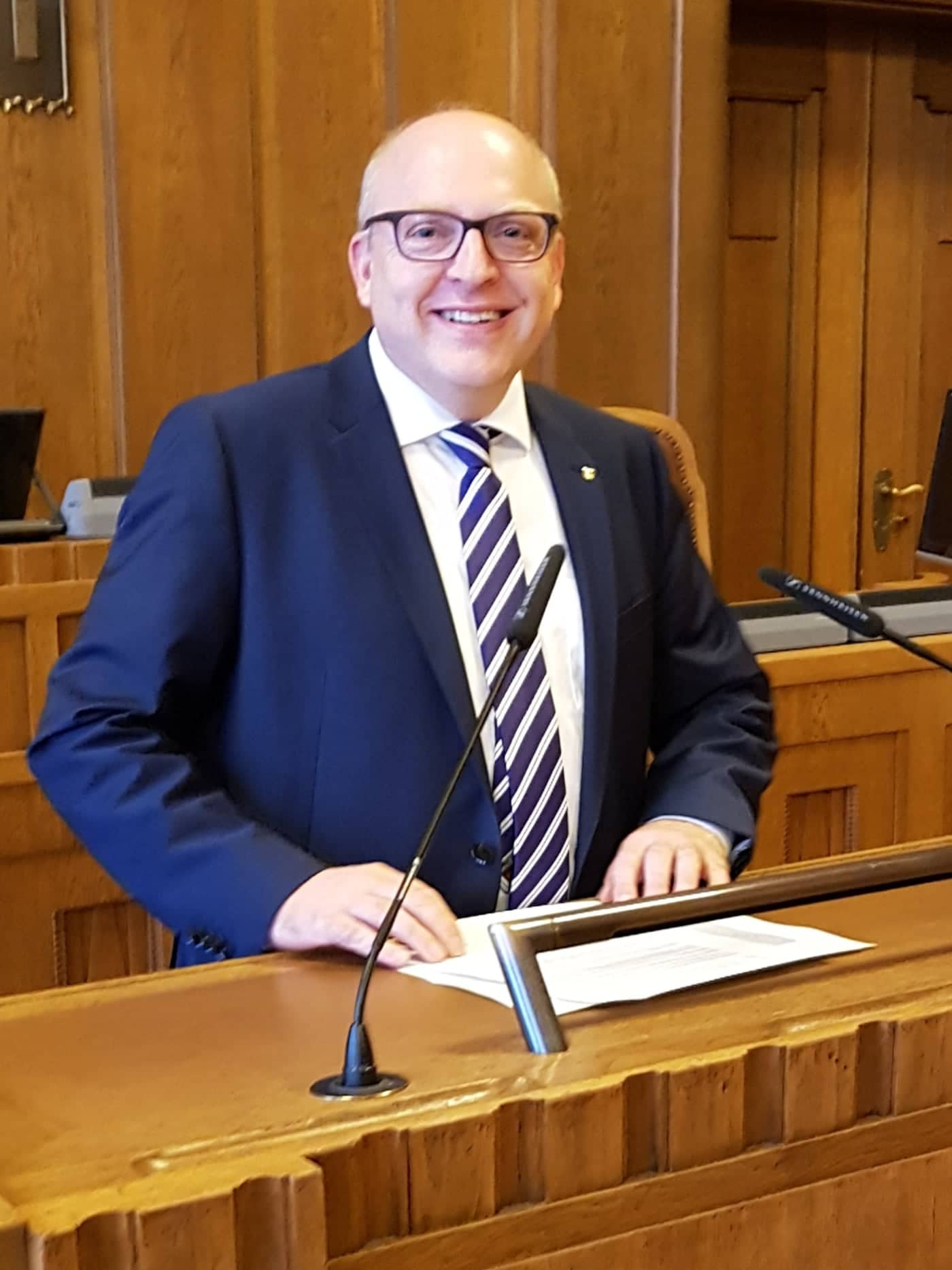
Sven Schulze im Ratssaal des Neuen Rathauses (2019)

Peter Sven Schulze (* 16. Oktober 1971 in Rochlitz) ist ein deutscher Kommunalpolitiker der SPD. Er ist seit dem 25. November 2020 Oberbürgermeister von Chemnitz. Zuvor war er Finanz- und Personalbürgermeister der Stadt.

## Leben und Beruf
Aufgewachsen in Wechselburg (Mittelsachsen), absolvierte Schulze dort seine ersten Schuljahre. Nach der 8. Klasse wechselte er im Jahr 1986 an die damalige Spezialschule für Mathematik und Naturwissenschaft in Karl-Marx-Stadt, dem heutigen Johannes-Kepler-Gymnasium Chemnitz. Dort besuchte er auch das zugehörige Internat und legte an dieser Schule im Jahr 1990 sein Abitur ab. Anschließend absolvierte er ein Studium der Betriebswirtschaftslehre an der Technischen Universität Chemnitz, welches er im Jahr 1996 mit dem Abschluss Diplom-Kaufmann beendete.
Im selben Jahr trat er seinen Wehrdienst bei der Bundeswehr an, welchen er nach seiner Ausbildung zum Sanitätssoldat in Halle (Saale) und Marienberg 1997 als Obergefreiter beendete.
Im Jahr 1997 begann Schulze seine Arbeit für die Energieversorgung Südsachsen AG in Chemnitz (später envia Mitteldeutsche Energie AG) im kaufmännischen Bereich. Nach Stationen im Controlling, dem Beteiligungsmanagement und der Unternehmensentwicklung wurde er im Jahr 2011 zum Bereichsleiter für Unternehmenskommunikation/ Umfeldmanagement und Prokuristen der enviaM berufen. Er verließ die Firma im Jahr 2015, als er vom Chemnitzer Stadtrat zum Nachfolger von Berthold Brehm (CDU) in das Amt des Bürgermeisters für Personal, Finanzen und Organisation sowie Stadtkämmerer der Stadt gewählt wurde.
Während seiner Schulzeit war Schulze Fußballspieler und erzielte Erfolge bei Kreis- und Bezirksmathematikolympiaden der ehemaligen DDR. Nach der politischen Wende gründete er den Schülerrat am heutigen Johannes-Kepler-Gymnasium mit und war dessen erster Vorsitzender.
Schulze ist geschieden und Vater dreier Kinder.

## Politik

### Partei
Schulze ist seit dem Jahr 1990 Mitglied der SPD. In den Jahren 1999 bis 2016 war er Vorstandsmitglied des SPD-Unterbezirkes Chemnitz, welchen er ab 2008 als Vorsitzender führte. Schulze gehört außerdem seit 2010 zum Vorstand der SPD Sachsen, bei welcher er die Funktion des Schatzmeisters ausübt.

### Kommunalpolitik
Als Bürgermeister und Kämmerer war Schulze seit dem 1. August 2015 für das Dezernat 1 der Stadt Chemnitz zuständig und leitete damit das Hauptamt, Amt für Informationsverarbeitung, Kämmereiamt, Kassen- und Steueramt und die Feuerwehr. Zudem war er als Wahlleiter für die Stadt tätig und überwachte damit alle im Stadtgebiet durchzuführenden öffentlichen Wahlen.
In den Jahren 2017 bis 2018 vertrat er den damaligen Schul- und Sportbürgermeister Philipp Rochold. Als Personalbürgermeister verdoppelte er die Zahl der städtischen Auszubildenden und führte als erste deutsche Kommune eine Mitarbeiter-App zur internen Kommunikation ein. Unter ihm konnte das Feuerwehrtechnische Zentrum begonnen werden.
Schulze sitzt als Vertreter der kreisfreien Städte im Finanzausgleichsgesetz-Beirat (FAG-Beirat) des Freistaates Sachsen, welcher über den Finanzausgleich berät. Zudem ist er Mitglied des Präsidiums und des Landesvorstandes des Sächsischen Städte- und Gemeindetages. Seit 2019 ist er auch Aufsichtsratsvorsitzender der Komm24 GmbH, einem Zusammenschluss der kreisfreien Städte Leipzig, Dresden und Chemnitz, der KISA und der SAKD, die die weitere Digitalisierung der Verwaltungen in Sachsen begleiten soll.
Nach der Ankündigung der damaligen Chemnitzer Oberbürgermeisterin Barbara Ludwig (SPD), auf eine erneute Kandidatur verzichten zu wollen, erklärte Schulze am 12. September 2019 seine Kandidatur als Oberbürgermeister für die Wahl im Jahr 2020. Seine Kandidatur wurde von der SPD und der FDP getragen. Am 11. Oktober 2020 wurde er im zweiten Wahlgang zum Oberbürgermeister gewählt. Er setzt sich mit einem Stimmenanteil von 34,9 % gegen vier weitere Bewerber durch. Wegen Wahlanfechtungen wurde er am 25. November 2020 zunächst zum Amtsverweser bestellt. Er hatte damit am folgenden Tag bereits alle Rechte und Pflichten eines Oberbürgermeisters inne.
Nachdem die Oberbürgermeisterwahl rechtskräftig geworden war, erklärte Schulze, das Amt des Oberbürgermeisters am 12. März 2021 offiziell anzutreten. Am 5. Mai 2021 wurde er vor Stadträten und Ehrengästen in der Sitzung des Stadtrats vereidigt.

## Sonstiges
Schulze ist 1. Vorsitzender des LAC Erdgas Chemnitz.
Im Jahr 2022 war er Mitglied der 17. Bundesversammlung.